# Libanon i olympiska vinterspelen 1956
Libanon deltog med tre deltagare vid de olympiska vinterspelen 1956 i Cortina d'Ampezzo. Ingen av landets deltagare erövrade någon medalj.